# Arcalochóri
Arcalochóri (em grego: Αρκαλοχώρι; romaniz.: Arkalochóri ou Arkalohori) é uma vila e unidade municipal do centro da ilha de Creta, Grécia, que faz parte do município de Minoa Pediada e da unidade regional de Heraclião. Em 2001, o antigo município que foi transformado em unidade municipal pela reforma administrativa de 2011, tinha 10 897 habitantes, dos quais 3 346 na vila.
Situa-se 30 km a sudoeste de Limi Chersonissos e 30 km a sudeste de Heraclião, na orla ocidental da planície de Minoa Pediada  e a ocidente do planalto de Lasíti. Na área há dois sítio arqueológico minoicos: uma caverna sagrada e um "palácio". A primeira foi usada desde o 3º milénio a.C. até c. 1 450 a.C., quando o teto natural ruiu, o que teve como consequência que parte dos depósitos de peças votivas tenham sido preservados. O  "palácio" foi descoberto recentemente na pequena aldeia de Galatás. G. Rethemiotakis considera que ambos os sítios estão relacionados.

## Sítio arqueológico da caverna de Arcalochóri
A caverna de Arcalochóri, conhecida localmente como "buraco do tesouro" e "caverna do profeta Elias", foi um santuário minoico situado no cimo de uma colina de 430 metros de altitude  que se ergue 50 metros acima e a oeste da vila (35° 8' 40" N 25° 15' 37" E), chamou pela primeira vez a atenção dos arqueólogos em 1912, quando camponeses recolheram 20 quilos de armas da Idade do Bronze que venderam como sucata no porto de Cândia (Heraclião). O éforo José Hadjidakis, o primeiro explorador da câmara central da caverna (há mais três câmaras) descobriu uma extensa série de armas votivas e um machado duplo (lábris) de prata.
Não foi participada qualquer descoberta de ouro até 1934, quando uma criança encontrou um lábris de ouro que tinha sido desenterrado por um coelho, o que fez com que a população começasse a pilar o local. O professor Spyridon Marinatos tomou imediatamente conta do local e encontrou as câmaras laterais, que tinham sido fechadas por detritos resultantes do colapso do teto natural da caverna. Ali foram encontrados, intactos, centenas de machados de bronze, 25 machados de ouro e 7 de prata, uma série de espadas compridas (1,055 metros) de bronze, as maiores conhecidas na Europa, adagas e simulacros de armas lingotes de uma liga de cobre fundidos "em rolos", um pequeno altar e fragmentos de cerâmica que permitiram concluir que o local foi usado continuamente desde o final do 3º milénio a.C. até ao Minoano II (ca. 1 500–1 425 a.C.). Os artefactos de guerra, tanto as armas verdadeiras como os seus simulacros contrastam fortemente com os achados totalmente pacíficos de outros sítios arqueológicos minoicos em cavernas.
Entre as numerosas peças encontradas, destaca-se o chamado machado de Arcalochóri, encontrado nas escavações realizadas em 1934 por Marinatos. É uma peça ritual de grandes dimensões feita em bronze, que tem uma inscrição de 15 símbolos que se sugeriu poderem tratar-se hieróglifos Linear A, o que é contestado por académicos como Glanville Price ou Louis Godart, para quem os carateres no machado não passam de uma pseudo-inscrição gravada por alguém que não sabia escrever mas que quis imitar inscrições autênticas em Linear A como as que se encontram noutros lábris.
A caverna não foi abandonada depois do desmoronamento, continuando a ser depositadas oferendas na entrada e ainda hoje é um local de certo modo sagrado, associado ao profeta Elias. Spyridon Marinatos sugeriu que era mais provável que a caverna onde nasceu o deus Zeus mencionada por Hesíodo fosse a de Arcalochóri e não a de Psicro (Diktieon Andron).